# Identités secrètes
Identités secrètes (Salve-se Quem Puder) est une telenovela brésilienne produite et diffusée entre le 27 janvier 2020 et le 16 juillet 2021 sur Rede Globo.
En France d'outre-mer, le feuilleton a été remonté en 75 épisodes de 45 minutes et diffusé entre le 19 janvier 2023 et le 27 mars 2023 sur le réseau La 1ère.
Elle est diffusée sur Nina Novelas depuis le 11 juin 2024.

## Synopsis
Dans cette comédie romantique, la vie relie le destin de trois femmes complètement différentes, lorsqu’elles assistent au meurtre d’un juge pendant un ouragan à Cancun. 
Pour rester en sécurité, Kyra, Alexia et Luna doivent abandonner leurs vies et repartir à zéro avec de nouvelles identités dans un programme de protection des témoins. 
Riche en romance et en nouvelles expériences, leur lutte pour la survie les oblige à remettre en question les rêves et les amours qu’elles avaient jusque-là.

## Distribution

### Rôles principaux
| Acteur/Actrice     | Personnage                          |
| ------------------ | ----------------------------------- |
| Deborah Secco      | Alexia Máximo / Josimara dos Santos |
| Juliana Paiva      | Luna Furtado / Fiona Matteuchi      |
| Vitória Strada     | Kyra Romantini / Cleyde Ferreira    |
| Rafael Cardoso     | Renzo Machado de Alencar            |
| João Baldasserini  | José Prazeroso (Zezinho)            |
| Felipe Simas       | Téo Santamarina                     |
| Thiago Fragoso     | Alan Máximo                         |
| Bruno Ferrari      | Rafael Guimarães                    |
| Guilhermina Guinle | Dominique Machado de Alencar        |
| Flávia Alessandra  | Helena Furtado Santamarina          |
| Leopoldo Pacheco   | Hugo Santamarina                    |
| Dandara Mariana    | Maribel Apolinário (Bel)            |
| Aline Dias         | Úrsula                              |
| Juliana Alves      | Renatinha                           |
| Bruna Guerin       | Petra Máximo                        |
| Grace Gianoukas    | Ermelinda Prazeroso (Ermê)          |
| Murilo Rosa        | Mário Furtado                       |
| Rodrigo Simas      | Alejandro García Morales            |
| José Condessa      | Juan de La Piedra                   |
| Sophia Abrahão     | Júlia Santamarina                   |
| Sophia Abrahão     | Ela mesma                           |
| Gabriela Moreyra   | Aurora Machado de Alencar           |
| Sabrina Petraglia  | Micaela Santamarina                 |
| Marcos Pitombo     | Bruno Andrade                       |
| Cirillo Luna       | Gael Andrade                        |
| Marianna Armellini | Verônica Andrade                    |
| Marianna Armellini | Marlene Andrade                     |
| Otávio Augusto     | Ignácio Máximo                      |
| Débora Olivieri    | Graziela Máximo                     |
| Carolina Kasting   | Agnes Romantini                     |
| Babu Santana       | Policial Nanico                     |
| Ricardo Duque      | Detetive Ivo Mantovani              |
| Daniel Rangel      | Tarantino Máximo                    |
| Valentina Bulc     | Beatriz Romantini (Bia)             |
| Lívia Inhudes      | Thammy Freitas                      |
| Cristina Pereira   | Lúcia Machado de Alencar            |
| Cosme dos Santos   | Edgard Apolinário                   |
| Marilu Bueno       | Dulce Sampaio                       |
| Nina Frosi         | Gabriela Sampaio (Gabi)             |
| Bernardo de Assis  | Catatau                             |
| Igor Cosso         | Antônio Romantini Júnior (Júnior)   |
| Conrado Caputto    | Treinador Isaac Bittencourt         |
| Ana Carbatti       | Consulesa Adriana Regiano           |
| Giordano Becheleni | Enéas                               |
| Cláudio Olegário   | Erick                               |
| Andressa Robles    | Carol                               |
| Bárbara Sut        | Dionice                             |
| Prazeres Barbosa   | Marieta                             |
| Gil Hernandez      | Pancho                              |
| Jerônimo Martins   | Eduardo (Edu)                       |
| Jaedson Bahia      | Vanderlei                           |
| Mila Carmo         | Vicky                               |
| Amauri Reis        | Baggio                              |
| Ygor Marçal        | Nicolas Máximo (Nico / Mosquito)    |
| Alice Palmar       | Sandra Máximo (Queen)               |

### Participations spéciales
| Acteur/Actrice            | Personnage                                 |
| ------------------------- | ------------------------------------------ |
| Aílton Graça              | Juiz Vitório Albuquerque                   |
| Jacqueline Laurence       | Gracita Romantini                          |
| Zezé Motta                | Neusa Gomes                                |
| Cristina Mullins          | Nair Máximo                                |
| Déo Garcez                | Dr. Emir Guedes                            |
| Bruno Dubeux              | Dr. Luciano Fernandes                      |
| Ana Paula Botelho         | Cidinha                                    |
| Manuela Duarte            | Marisa                                     |
| Vanessa Pascale           | Drª. Magda                                 |
| Wal Schneider             | Escobar                                    |
| Luka Ribeiro              | Diretor Jorge                              |
| Werles Pajero             | Robson                                     |
| Cláudio Galvan            | Taxista                                    |
| Daniel Satti              | Donato Camargo                             |
| João Villa                | Giba                                       |
| Simon Petracchi           | Vinícius                                   |
| Christina Rodrigues       | Yara                                       |
| Juliana Betti             | Mônica                                     |
| Jack Berraquero           | Fabrício                                   |
| Evelyn Montesano          | Zuleika                                    |
| Chao Chen                 | Deolindo Santiago                          |
| Karina Marthin            | Lupita                                     |
| Márcio Rosário            | Policial Colunga                           |
| Paula Frascari            | Jurema                                     |
| Hélady Araújo             | Solange                                    |
| Cris Probba               | Roberta                                    |
| William Vita              | Glauber (G.G)                              |
| Adriano Petermann         | Jacinto (J.J)                              |
| André Dale                | Sr. Martinez                               |
| Fernanda Ribeiro          | Gertrudes                                  |
| Rafa Vachaud              | Fred                                       |
| Aline Marques             | Patty                                      |
| Marcus Tardin             | Vitinho                                    |
| João Vitor Madrug         | Cirilo                                     |
| Sônia Zagury              | Dona Frida                                 |
| Pablo Uranga              | Padre Oziel                                |
| Biju Martins              | Assecla de Pancho                          |
| Marcelo Aquino            | Botelho                                    |
| Ricardo Gimenez           | Heitor                                     |
| Keyla Milanez             | Sheila                                     |
| Ed Lopez Dassilva         | Gumercindo                                 |
| Gabriel Mandergan         | Lucca                                      |
| Priscila Castello Branco  | Alicia                                     |
| Leandro Santanna          | Motorista de ônibus                        |
| Maria Flor Secco          | Alexia Máximo (criança)                    |
| Maria Flor Secco          | Juju                                       |
| Sophia de Carvalho        | Luna Furtado (criança)                     |
| Marina Loggia             | Kyra Romantini (criança)                   |
| Mariana Ximenes           | Convidada do casamento de Alexia e Zezinho |
| Patricia Pillar           | Ela mesma                                  |
| Thiago Lacerda            | Ele mesmo                                  |
| Betty Faria               | Ela mesma                                  |
| Lília Cabral              | Ela mesma                                  |
| Francisco Cuoco           | Ele mesmo                                  |
| Ary Fontoura              | Ele mesmo                                  |
| Eduardo Sterblitch        | Ele mesmo                                  |
| Maria Eduarda de Carvalho | Ela mesma                                  |
| Marcelo Mello Jr.         | Ele mesmo                                  |
| Fred Mayrink              | Ele mesmo                                  |
| Mumuzinho                 | Ele mesmo                                  |
| Narcisa Tamborindeguy     | Ela mesma                                  |
| Ana Botafogo              | Ela mesma                                  |
| Fátima Bernardes          | Ela mesma                                  |
| Patrícia Poeta            | Ela mesma                                  |
| Marcelo & Ryan            | Eles mesmos                                |
| Raffa Torres              | Ele mesmo                                  |
| Carol Sampaio             | Ela mesma                                  |
| Dudu Bertholini           | Ele mesmo                                  |

## Version française
La version française est assurée par Studio Plug-in au Maroc.
Avec les voix de Claire Staub, Mounia Bennis, Nathalie Leplay, Christophe Cerino, Sophie Pastrana, Guillaume Escaffre, Letizia Costantini,  Adrien Caminada, Paul Nguyen, Nicolas Reydet, Fanny Dalmau, Eric Cuvelier, Xavier Becker, Hélène Tran, Gabriel Delmas, Alex Pinault, Antoine Pinault, Emmanuelle Brindel, Sabrina Lamory, Jean-Albert Margaine, Camille Bechta, Anna Fhima, Farida Hamou, Mouna Belgrini et Nawal Lemrini.